# Station Jemielna Oleśnicka
Station Jemielna Oleśnicka is een spoorwegstation in de Poolse plaats Jemielna.